# Stubbrostnavling
Stubbrostnavling (Xeromphalina campanella) är en svampart som först beskrevs av August Johann Georg Karl Batsch, och fick sitt nu gällande namn av René Charles Maire 1934. Enligt Catalogue of Life ingår Stubbrostnavling i släktet Xeromphalina,  och familjen Mycenaceae, men enligt Dyntaxa är tillhörigheten istället släktet Xeromphalina,  och familjen trådklubbor. Arten är reproducerande i Sverige. Inga underarter finns listade i Catalogue of Life.

## Källor

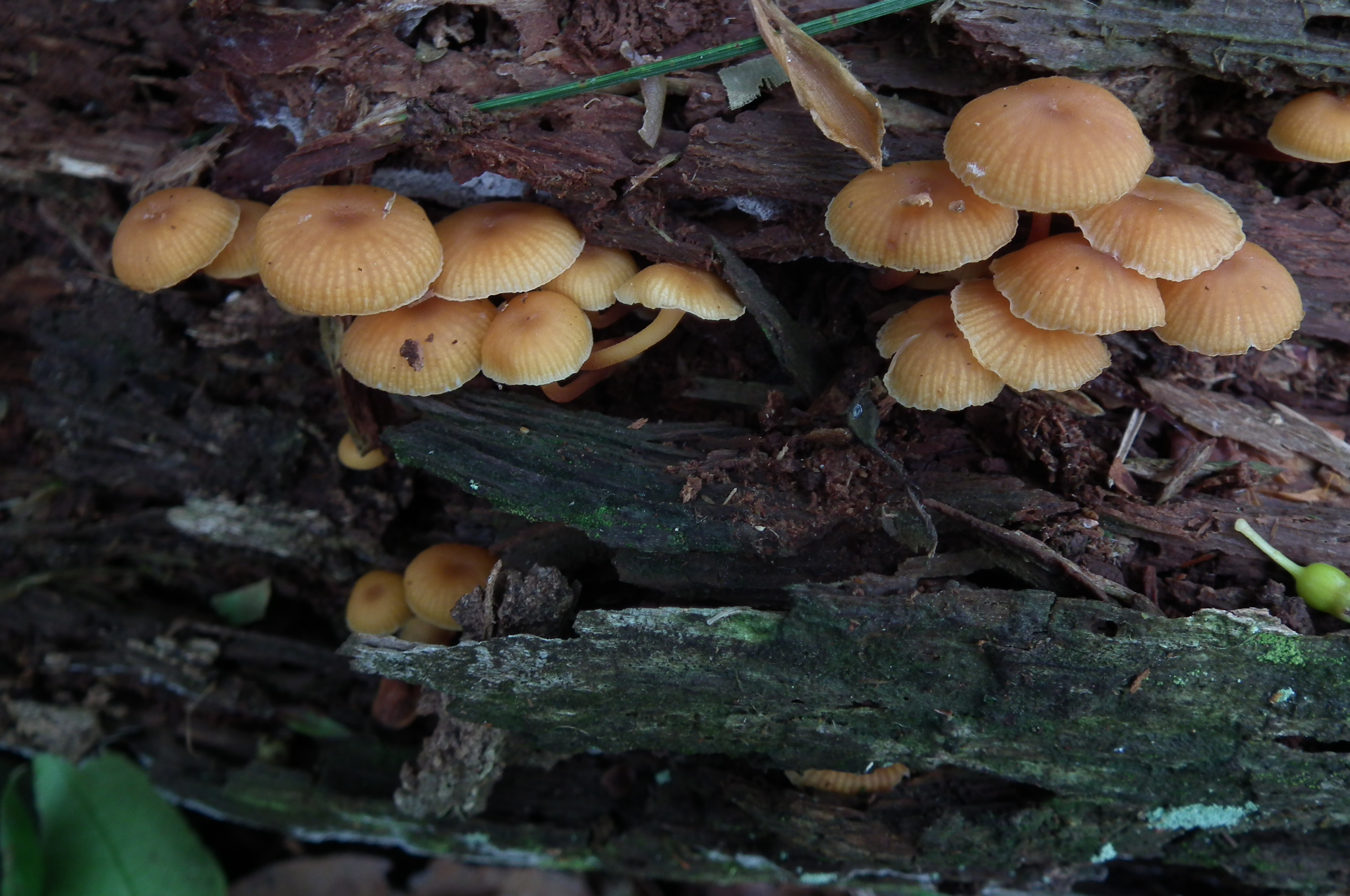
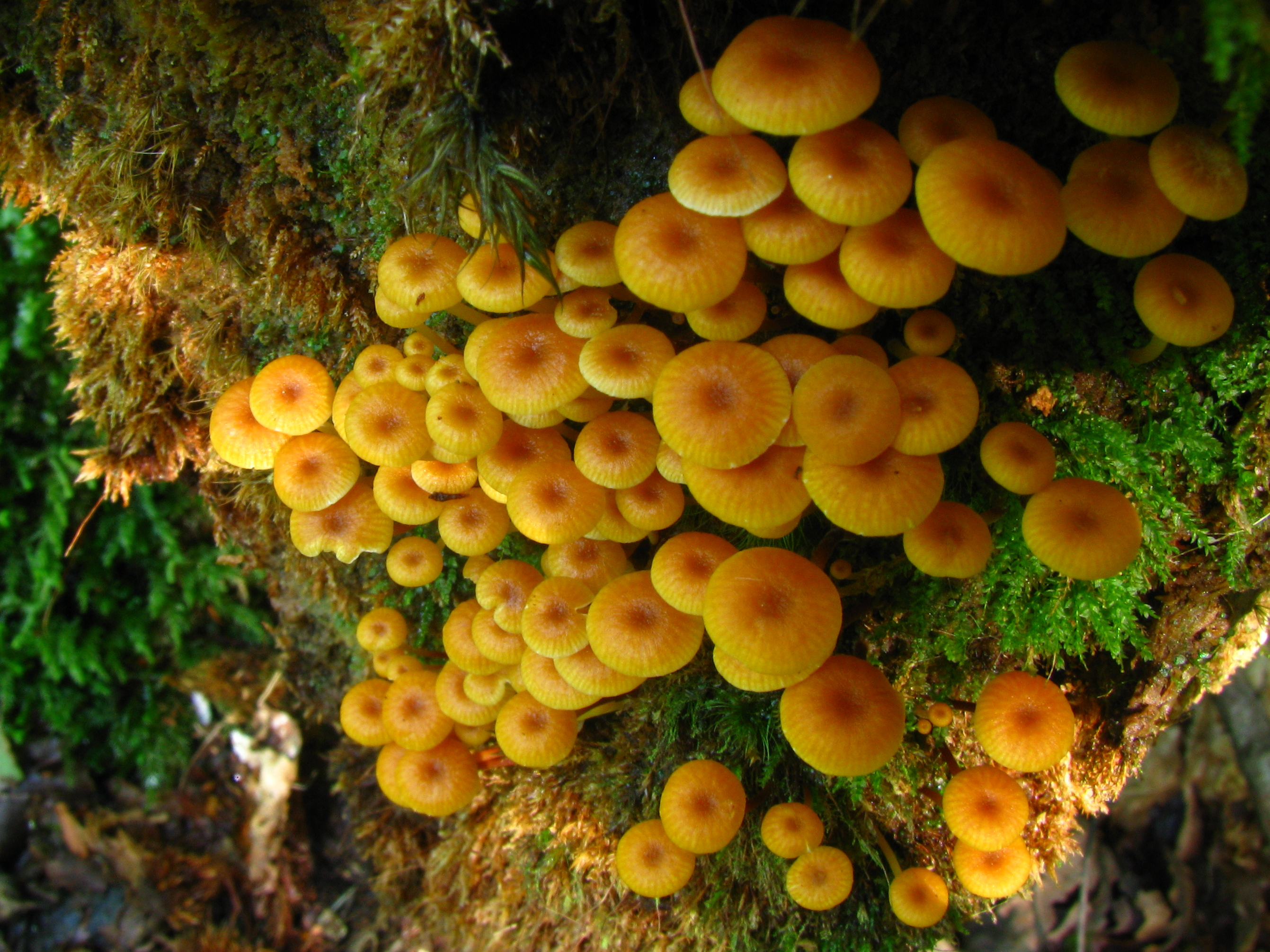
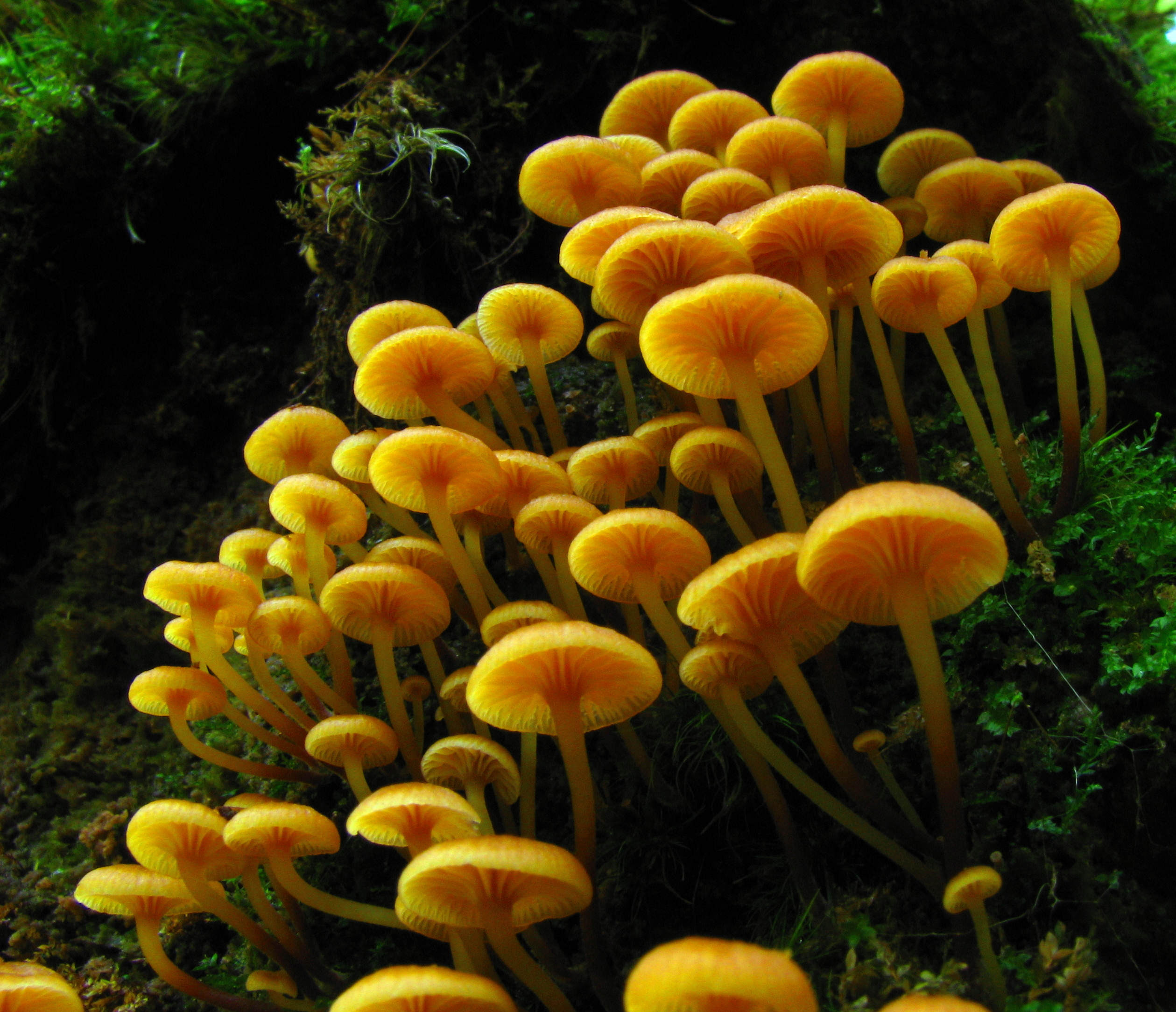